# Dougherty County
Das Dougherty County ist ein County im Bundesstaat Georgia der Vereinigten Staaten. Der Verwaltungssitz (County Seat) ist Albany.

## Geographie
Das County liegt im mittleren Südwesten von Georgia, ist im Süden etwa 80 km von der Nordgrenze Floridas und im Westen etwa 70 km von der Ostgrenze Alabamas entfernt. Es hat eine Fläche von 867 Quadratkilometern, wovon 13 Quadratkilometer Wasserfläche sind und grenzt im Uhrzeigersinn an folgende Countys: Lee County, Worth County, Mitchell County, Baker County, Calhoun County und Terrell County.
Das County ist Teil der Metropolregion Albany.

## Geschichte
Dougherty County wurde am 15. Dezember 1853 aus Teilen des Baker County gebildet. Später kamen Teile des Worth County hinzu. Benannt wurde es nach dem Richter Charles Dougherty.

## Demografische Daten
Laut der Volkszählung von 2010 verteilten sich die damaligen 94.565 Einwohner auf 36.508 bewohnte Haushalte, was einen Schnitt von 2,47 Personen pro Haushalt ergibt. Insgesamt bestehen 40.801 Haushalte.
64,2 % der Haushalte waren Familienhaushalte (bestehend aus verheirateten Paaren mit oder ohne Nachkommen bzw. einem Elternteil mit Nachkomme) mit einer durchschnittlichen Größe von 3,08 Personen. In 34,3 % aller Haushalte lebten Kinder unter 18 Jahren sowie in 23,5 % aller Haushalte Personen mit mindestens 65 Jahren.
30,0 % der Bevölkerung waren jünger als 20 Jahre, 27,9 % waren 20 bis 39 Jahre alt, 24,7 % waren 40 bis 59 Jahre alt und 17,6 % waren mindestens 60 Jahre alt. Das mittlere Alter betrug 33 Jahre. 46,5 % der Bevölkerung waren männlich und 53,5 % weiblich.
29,6 % der Bevölkerung bezeichneten sich als Weiße, 67,1 % als Afroamerikaner, 0,2 % als Indianer und 0,8 % als Asian Americans. 1,1 % gaben die Angehörigkeit zu einer anderen Ethnie und 1,2 % zu mehreren Ethnien an. XXX % der Bevölkerung bestand aus Hispanics oder Latinos.
Das durchschnittliche Jahreseinkommen pro Haushalt lag bei 31.458 USD, dabei lebten 32,4 % der Bevölkerung unter der Armutsgrenze.

## Kultur und Sehenswürdigkeiten

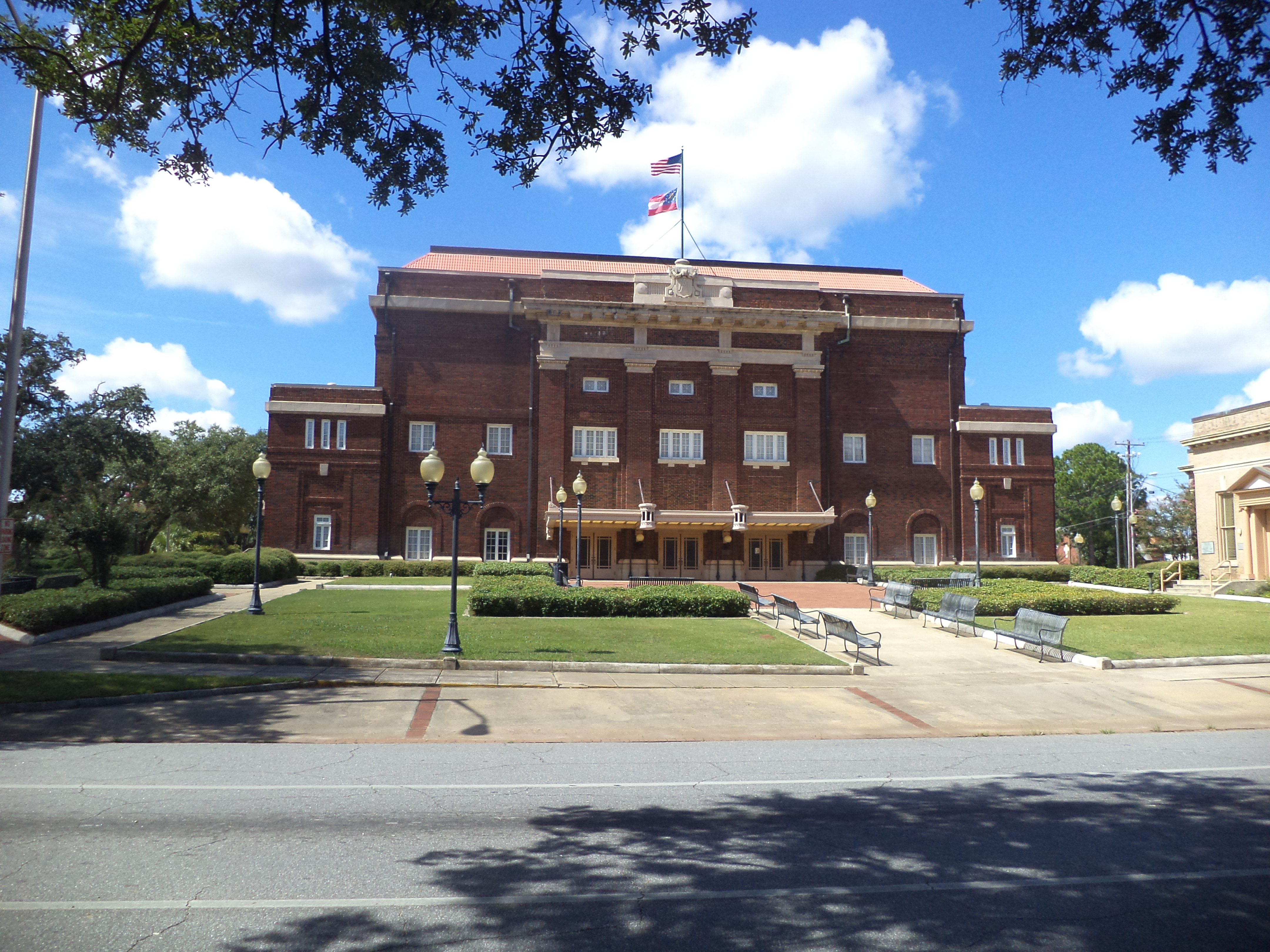
Municipal Auditorium in Albany (2013). Das Auditorium umfasst knapp 1000 Plätze und entstand 1915 in unterschiedlichen, in Amerika beheimateten Architekturstilen. Im Juni 1974 wurde die Halle als erstes Objekt im County in das NRHP eingetragen.

21 Bauwerke, Stätten und „historische Bezirke“ (Historic Districts) im Dougherty County sind im National Register of Historic Places („Nationales Verzeichnis historischer Orte“; NRHP) eingetragen (Stand 30. September 2023), neben dem Courthouse sind dies unter anderem zwei Kirchen, ein Hotel und eine Bibliothek.

## Orte im Dougherty County
Orte im Dougherty County mit Einwohnerzahlen der Volkszählung von 2010:
City:
- Albany (County Seat) –  77.434 Einwohner

Census-designated place:
- Putney – 2.898 Einwohner